# Agrotis decernens
Agrotis decernens là một loài bướm đêm trong họ Noctuidae.